# Agrostis atrovirens
Agrostis atrovirens é uma espécie de gramínea do gênero Agrostis, pertencente à família Poaceae.